# Volkspolizei
La Volkspolizei (en français : « Police du peuple » ou « Police populaire »), officiellement Deutsche Volkspolizei (en français Police populaire allemande, DVP) est la police de la République démocratique allemande (RDA) entre 1945 et 1990. Ses agents sont surnommés les VoPos. Ces missions sont définies par le Gesetz über die Aufgaben und Befugnisse der Deutschen Volkspolizei du 11 juin 1968.
La Volkspolizei est formée dès la fin de la Seconde Guerre mondiale dans la zone d'occupation soviétique, et devient la police de l'État est-allemand lors de sa fondation en 1949. Dépendant du ministère de l'Intérieur et organisée comme la Nationale Volksarmee, elle remplit des missions de maintien de l'ordre, d'enquête, et travaille en lien étroit avec la Stasi.

## Organisation

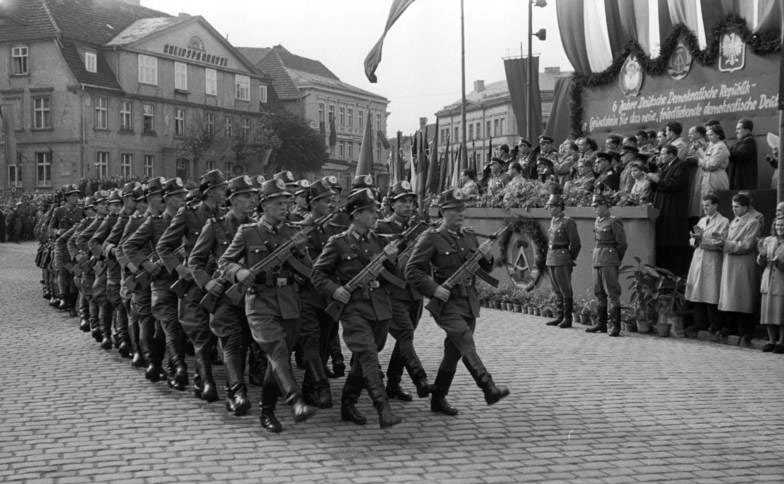
Agents de la Volkspolizei armés de fusils Stg 44 paradant dans les rues de Neustrelitz en 1955.

### Missions et fonctionnement
La Volkspolizei remplit les missions classiques dévolues aux forces de police : contrôle de la circulation, enquêtes criminelles et maintien de l'ordre public. Elle travaille également en étroite collaboration avec le ministère de la Sécurité d'État (Stasi) et entretient son propre réseau d'informateurs, ce qui permet à la Vopo et à la Stasi de croiser leurs informations.
Elle est administrée et commandée par le ministre de l'Intérieur. Elle fonctionne comme une seconde armée, avec des rangs et des entraînements similaires. Cette rigueur permet d'éliminer la corruption mais retire la flexibilité et la liberté d'actions aux officiers qui devaient passer par une bureaucratie compliquée et stricte.
Chaque Volkspolizist avait signé un contrat avec le gouvernement et disposait ainsi d'avantages sociaux et financiers avec un bon salaire, la garantie de trouver un logement dans un quartier décent d'une grande ville, et l'accès à des magasins spéciaux pour lui et sa famille.

### Départements

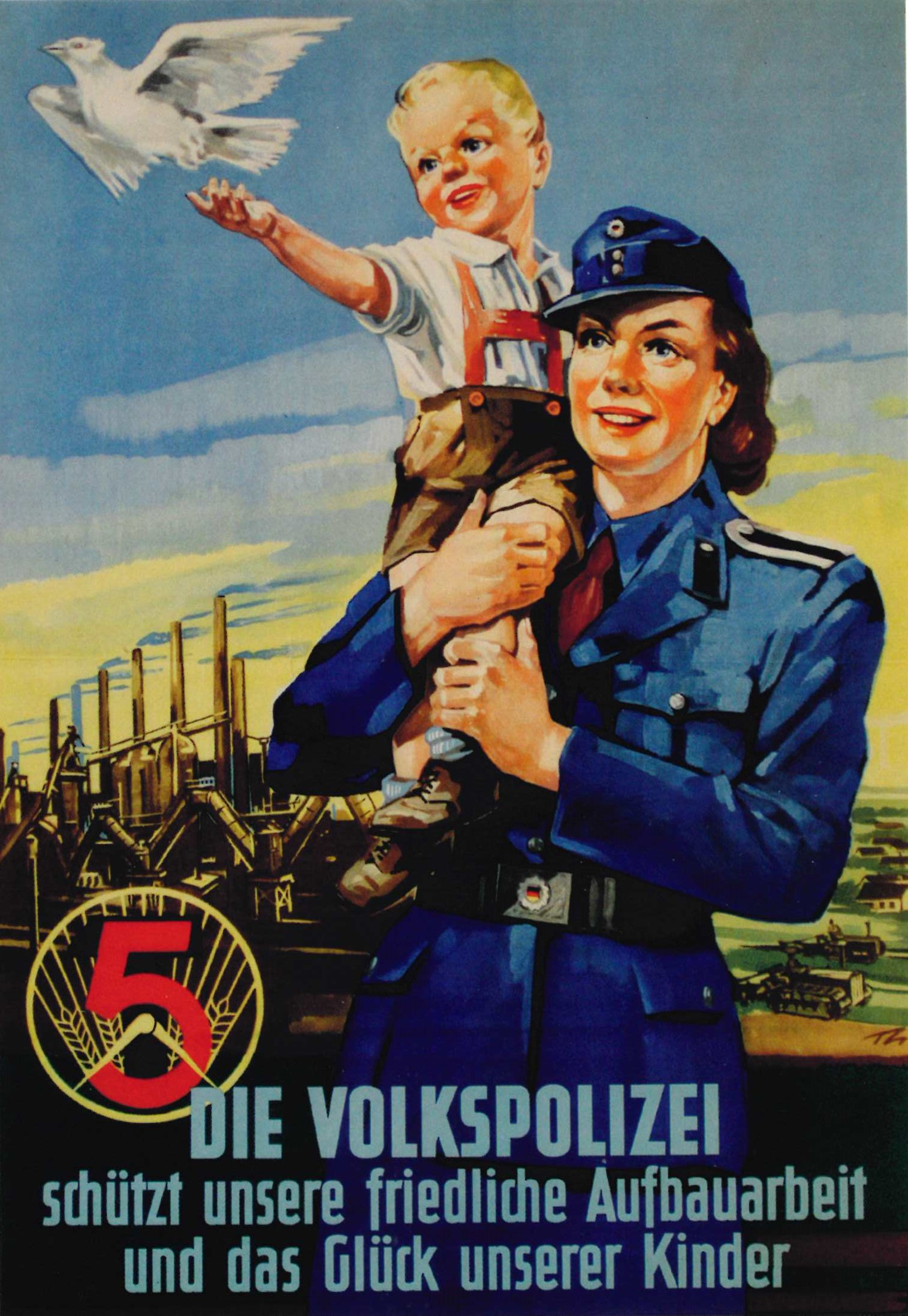
Affiche de propagande de la Volkspolizei, 1954.

La Volkspolizei est commandée par un colonel-général, assisté d'un lieutenant-général comme chef d'état-major. Elle est divisée en différents départements : 
- la police de sécurité (Schutzpolizei) ;
- la police routière (Verkehrspolizei) ;
- la police criminelle (Kriminalpolizei) ;
- la police ferroviaire (Transportpolizei) ;
- la police de la documentation (Pass- und Meldewesen) ;
- les pompiers (Feuerwehr).

À partir de 1955, elle compte des unités d'alerte, les Volkspolizei-Bereitschaften (de) (VPB) comme force anti-émeute.

## Aux origines de la NVA
Entre 1948 et 1956, elle dispose également de forces militarisées, la Kasernierte Volkspolizei (KVP), qui deviendra la Nationale Volksarmee (NVA).

## Dissolution
Avec la réunification allemande, l'autorité en matière de police est transférée aux nouveaux Länder, l'ancienne Volkspolizei étant placée sous la responsabilité d'officiers prélevés sur les effectifs de police de l'ancienne Allemagne de l'Ouest.
Une forte proportion de membres de l'ex-Volkspolizei a démissionné après la réunification, d'autres étant démis d'office du fait de leurs activités sous le régime est-allemand, d'autres enfin étant maintenus dans leurs fonctions après vérification les concernant. Cette situation, couplée à la difficulté de trouver, dans les fonctions d'encadrement, des éléments n'ayant pas été membres de l'ancien SED ou informateurs de la Stasi, a entraîné une crise des effectifs policiers dans les nouveaux Länder au début des années 1990.

## Matériel

Armes et véhicules de la Vopo
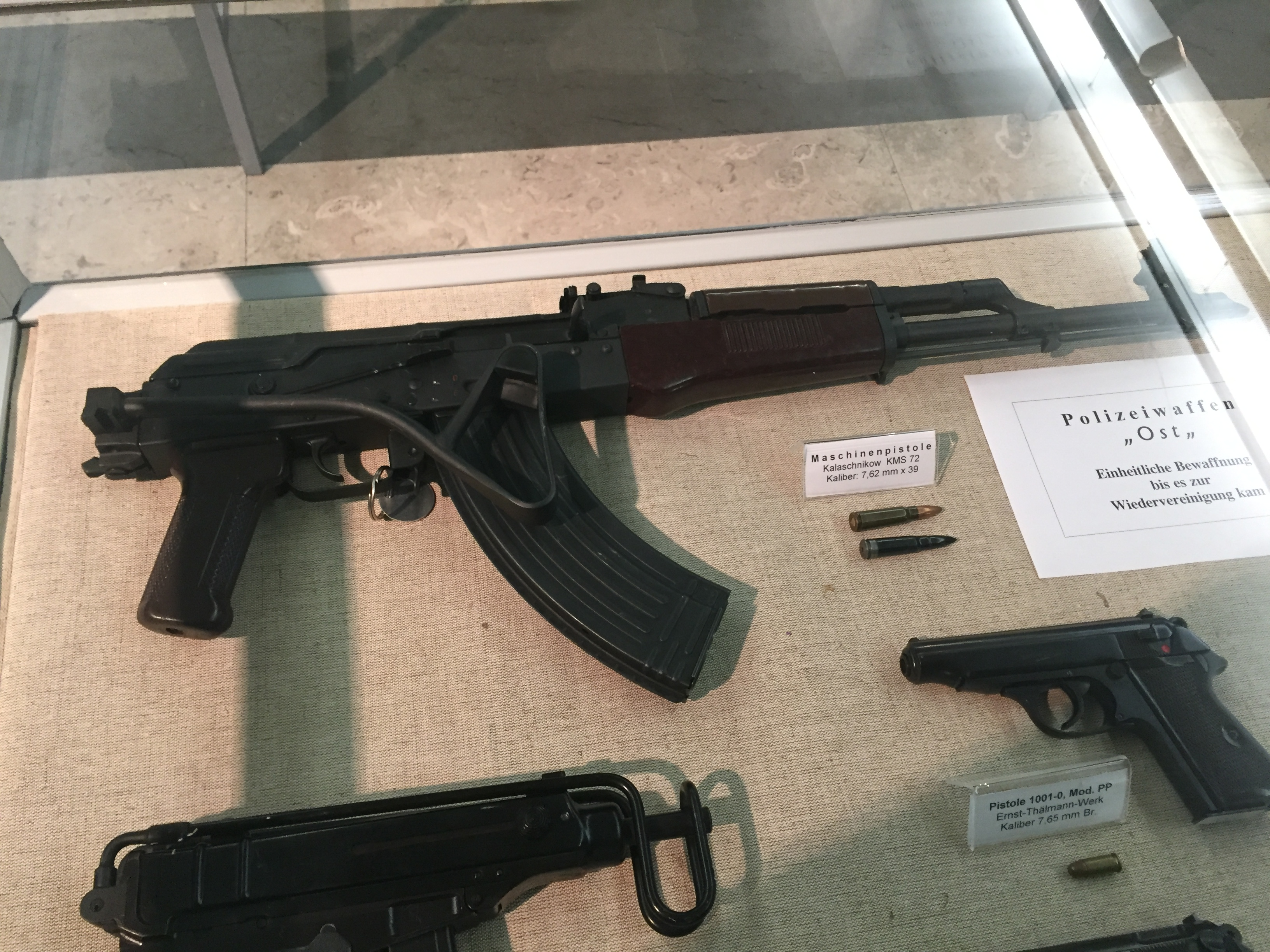
Fusil d'assaut Kalachnikov KmS-72, Pistolet 1001 et pistolet-mitrailleur Skorpion.
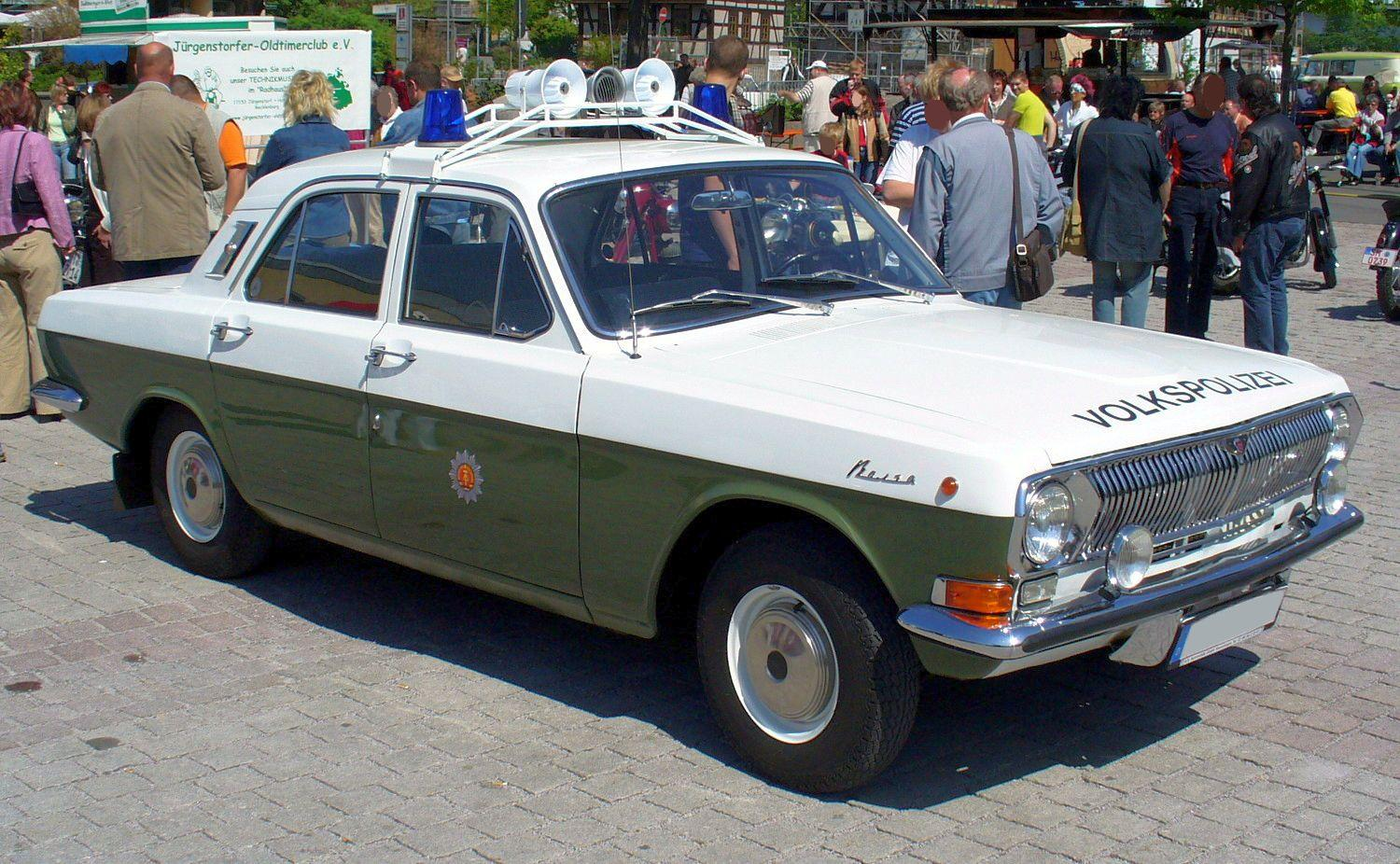
GAZ Volga M24.
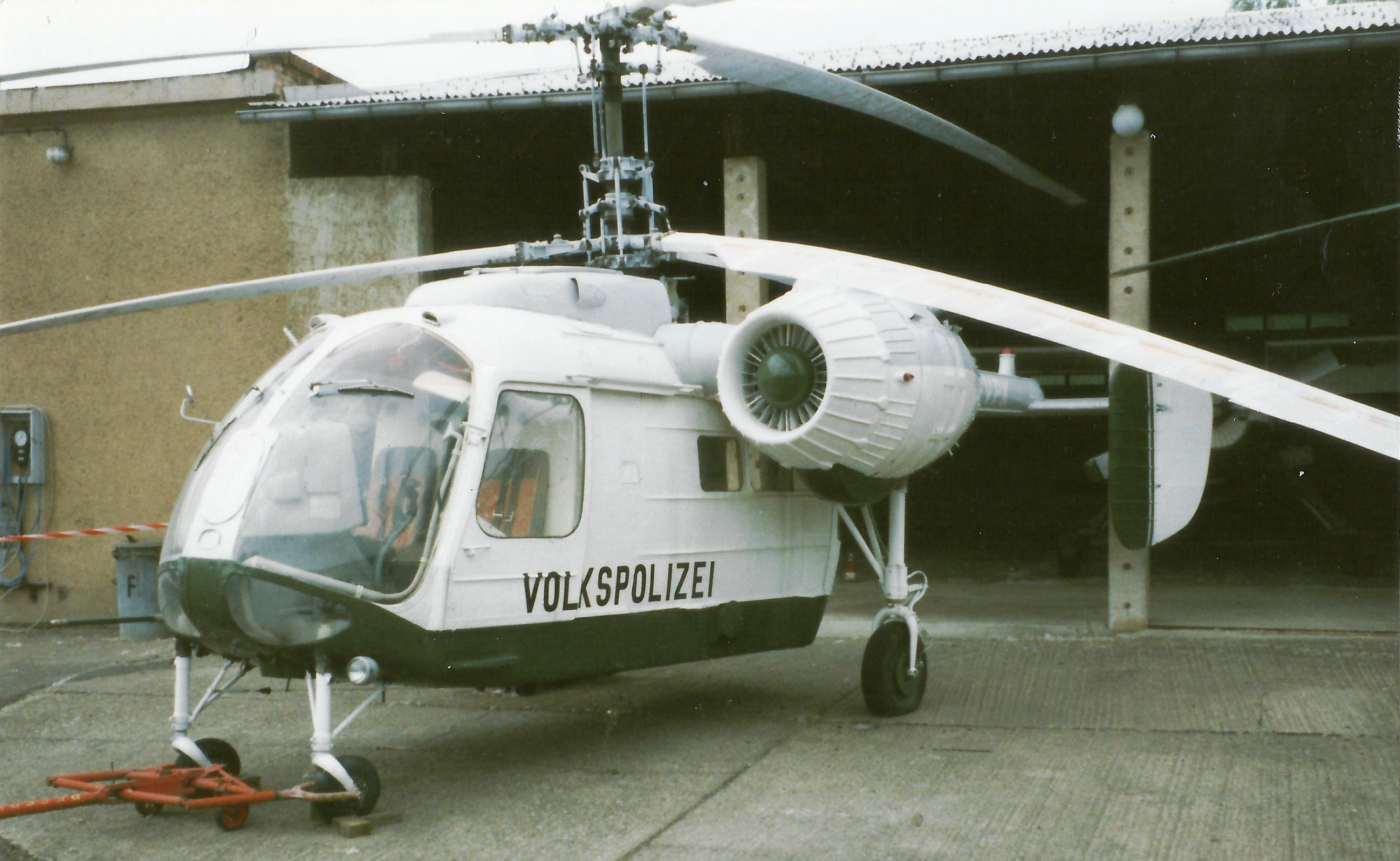
Kamov Ka-26.
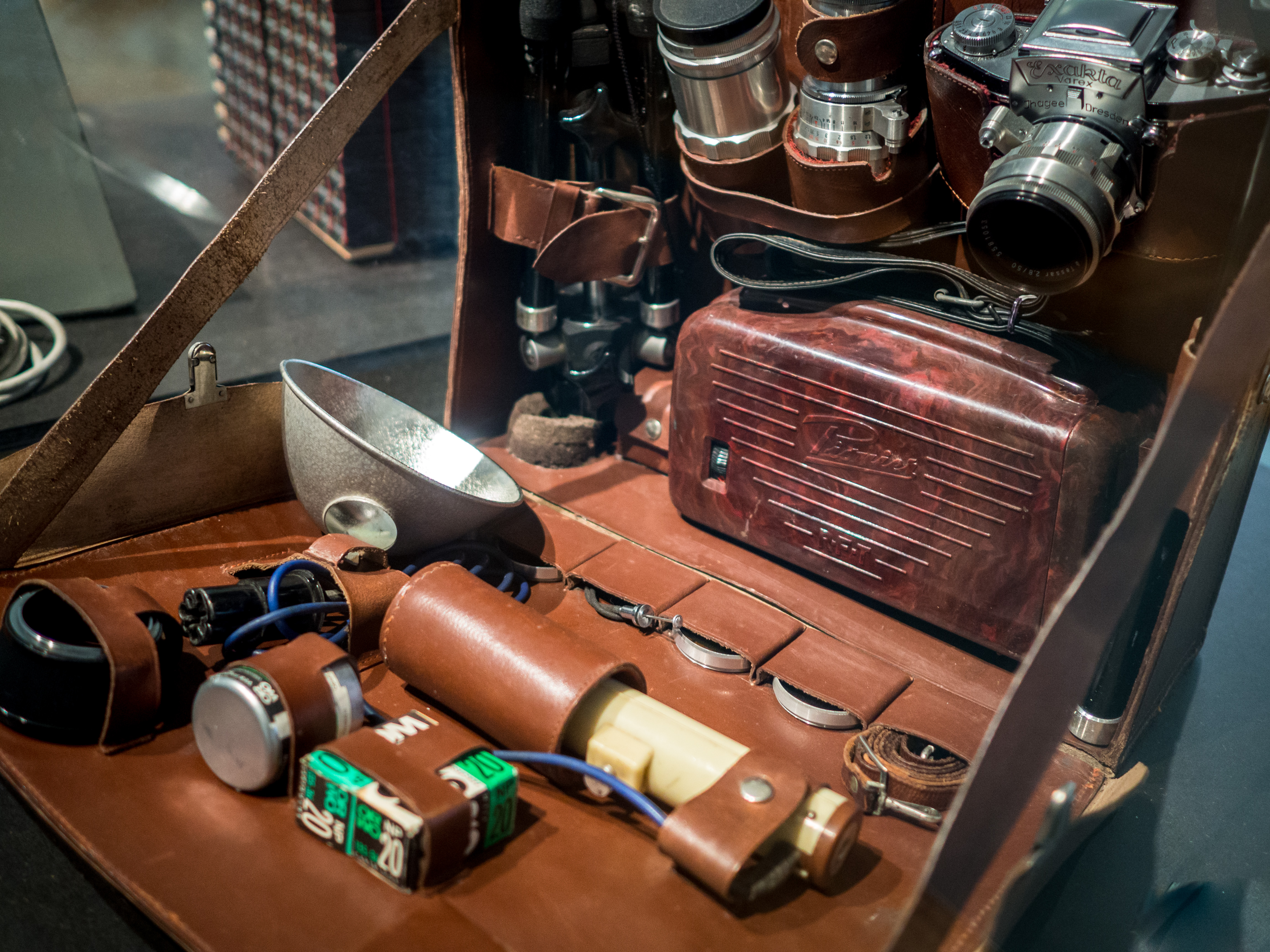
Mallette contenant du matériel photographique (1955).